# 512
512 је била преступна година.

## Догађаји
- Цар Анастасије I завршава период умерене еклектичне политике и почиње снажно да фаворизује сопствена монофизитска уверења.
- Ареобинд, византијски генерал, проглашен је за цара током немира у Цариграду, али одбија да учествује у узурпацији.
- Цар Анастасије I подиже зид од Црног до Мраморног мора, да заштити Цариград од напада Бугара и Срба.
- Краљ Теодорик Велики даје грађанима на Везуву ослобођење од пореза, након тешке ерупције у југоисточној Италији.
- Остроготи освајају франачку провинцију Роуергуе (Јужна Галија).
- Острвску државу Усан-гук осваја династија Сила (Кореја), под генералом Кимом Исабуом.
- Први писани текст на арапском писму забележен је у Забаду (Сирија).

## Смрти
- Евтихије Цариградски
- Света Геновева